# Mihai Tican Rumano
 (octobre 2023).
Mihai Tican Rumano (Berevoești, 2 juillet 1893 - Bucarest, 20 mars 1967) est un écrivain voyageur de l'entre-deux-guerres et collectionneur d'art roumain. Certains de ses ouvrages ont paru sous le pseudonyme de « Michel Tican ».
En 1934, à Addis-Abeba, Mihai Tican Rumano est reçu par l'empereur Hailé Sélassié Ier d'Éthiopie. Il relate son expérience de l'Abyssinie dans son ouvrage Abisinia, publiée en 1935 avec une préface de Radu Rosetti. Dans le contexte de l'agression de l'Italie mussolinienne contre l'Éthiopie, Hailé Sélassié, impressionné par sa connaissance de l'histoire et de la civilisation du peuple éthiopien, le décore de l'ordre de l'Étoile d'Éthiopie avec le grade d'officier.

## Le collectionneur d'art
Collecteur d'art passionné, Mihai Tican Rumano fait don en 1959 de 170 tableaux (huiles, aquarelles, fusains, dessins et gravures) et 27 sculptures à la section d'arts plastiques du musée municipal de Câmpulung, inaugurée en 1960. Quelques années plus tard, en 1965, une galerie d'art riche de 120 tableaux est aménagée dans l'ancien bâtiment de l'école de Berevoești, son village natal.

## In memoriam
L'école primaire de Berevoești porte aujourd'hui le nom de Mihai Tican Rumano.

## Œuvres
Mihai Tican Rumano a longtemps vécu en Espagne et en Amérique latine, et nombre de ses livres ont été traduits en espagnol. Il est l'auteur de nombreux ouvrages relatant ses voyages en Afrique, en Espagne et en Argentine.
En roumain
- Viața albului în țara negrilor, avant-propos de l'auteur, Bucarest, Editura ziarului Universul, 1930 (réédition, 1957)
- Corrida. Arte, sangre y pasión. Préface de Liviu Rebreanu et Corneliu Moldovan, Editura ziarului Universul, Bucarest 1930
- Lacul cu elefanti, préface de Miguel Rivas, Editura Cartea Românească, Bucarest 1930, réédition Editura Tineterului, Bucarest 1958
- Monstrul apelor, Editura Cugetarea, Bucarest 1930
- Peisaje iberice, Editura Universul, Bucarest 1930
- Dansul canibalilor, préface de Mario Verdaguer, Editura ziarului Universul, Bucarest 1931
- Misterele continentului negru, introduction de l'auteur,  Editura Cartea Românească, Bucarest 1933
- Icoane dunărene, Dunarea, Delta și taina bălților, préface de I. Simionescu, Editura ziarului Universul, Bucarest 1933
- Abisinia, préface de Radu Rosetti, Editura Cugetarea, Bucarest 1935
- Spania de azi, Editura Cartea Romeanească, Bucarest 1936; réédition sous le titre Spania avec une préface de Miguel de Unamuno, Bucarest 1936
- Sub soarele Africii răsăritene, Editura Cugetarea, Bucarest 1938
- Nopți barceloneze. Barrio chino, avant propos de Liviu Rebreanu, Editura Cugetarea, Bucarest37
- Argentina, avant-propos de l'auteur, Editura Cugetara, Bucarest 1938
- La vânătoare în Congo, avant-propos de Paul Anghel, Editura Stiintifica, Bucarest 1968
- Hoinărind prin țară [Se promener à travers le pays], avant-propos et notes de Constantin Darie, Bucarest, Editura Stadion, 1971, 208 p.
- Peste mări si țări, avant-propos de Domnica Filimon, Bucarest, Editura pentru turism, 1975.